# Hoga
Die Hoga (Eigenschreibweise HOGA) ist eine Fachmesse für Hotellerie, Gastronomie und Gemeinschaftsverpflegung, die alle zwei Jahre (in den ungeraden Jahren) in Nürnberg stattfindet.
Die Messe steht unter Trägerschaft des Bayerischen Hotel- und Gaststättenverbandes und wurde 1950 zum ersten Mal durchgeführt.
Die Hoga hat eher regionalen Charakter. Nahezu alle bayerischen Organisationen der Branche sind mit eigenen Ständen auf der Messe vertreten.
Das vornehmliche Publikum sind einerseits Unternehmer und Geschäftsführer kleiner und mittlerer Unternehmen der Gastronomiebranche, die sich hier über technische und Produktneuheiten informieren, andererseits Servicepersonal, Köche und Auszubildende, die die Möglichkeiten ihres Berufsfeldes erkunden.
Auf der HOGA finden jährlich die Wettbewerbe der bayerischen Berufsschulen in den gastgewerblichen Berufen statt. Festgestellt werden die bayerischen Jugendmeister der Köche, Hotelfachleute, Restaurantfachleute, Konditoren und Bäcker.